# Hylemera griveaudi
Hylemera griveaudi là một loài bướm đêm trong họ Geometridae.